# Jacek Gmoch
Jacek Wojciech Gmoch  est un footballeur puis entraîneur polonais né le 13 janvier 1939 à Pruszków. Il évoluait au poste de défenseur.

## Biographie

### En club
Jacek Gmoch joue en faveur du Znicz Pruszków puis du Legia Varsovie.
Avec le Legia Varsovie, il dispute 190 matchs en première division polonaise, inscrivant 9 buts. Il réalise sa meilleure performance lors de la saison 1964-1965, où il inscrit 6 buts en championnat.
Il joue également avec le Legia un match en Coupe d'Europe des clubs champions et 9 matchs en Coupe des coupes.

### En équipe nationale
International polonais, il reçoit 29 sélections en équipe de Pologne de 1962 à 1968.
Il joue son premier match en équipe nationale le 11 octobre 1962 contre le Maroc. Son dernier match en équipe nationale est un match contre le Brésil le 20 juin 1968.
Il dispute 6 matchs rentrant dans le cadre des éliminatoires du mondial 1966.

### Entraîneur
Il entreprend ensuite une carrière d'entraîneur, dirigeant notamment la sélection de Pologne, lors de la Coupe du monde 1978  organisée en Argentine.
Il effectue le reste de sa carrière d'entraîneur en Grèce et à Chypre.

## Palmarès

### Joueur
Avec le Legia Varsovie :
- Champion de Pologne en 1969
- Vainqueur de la Coupe de Pologne en 1964 et 1966